# Sy Friedman

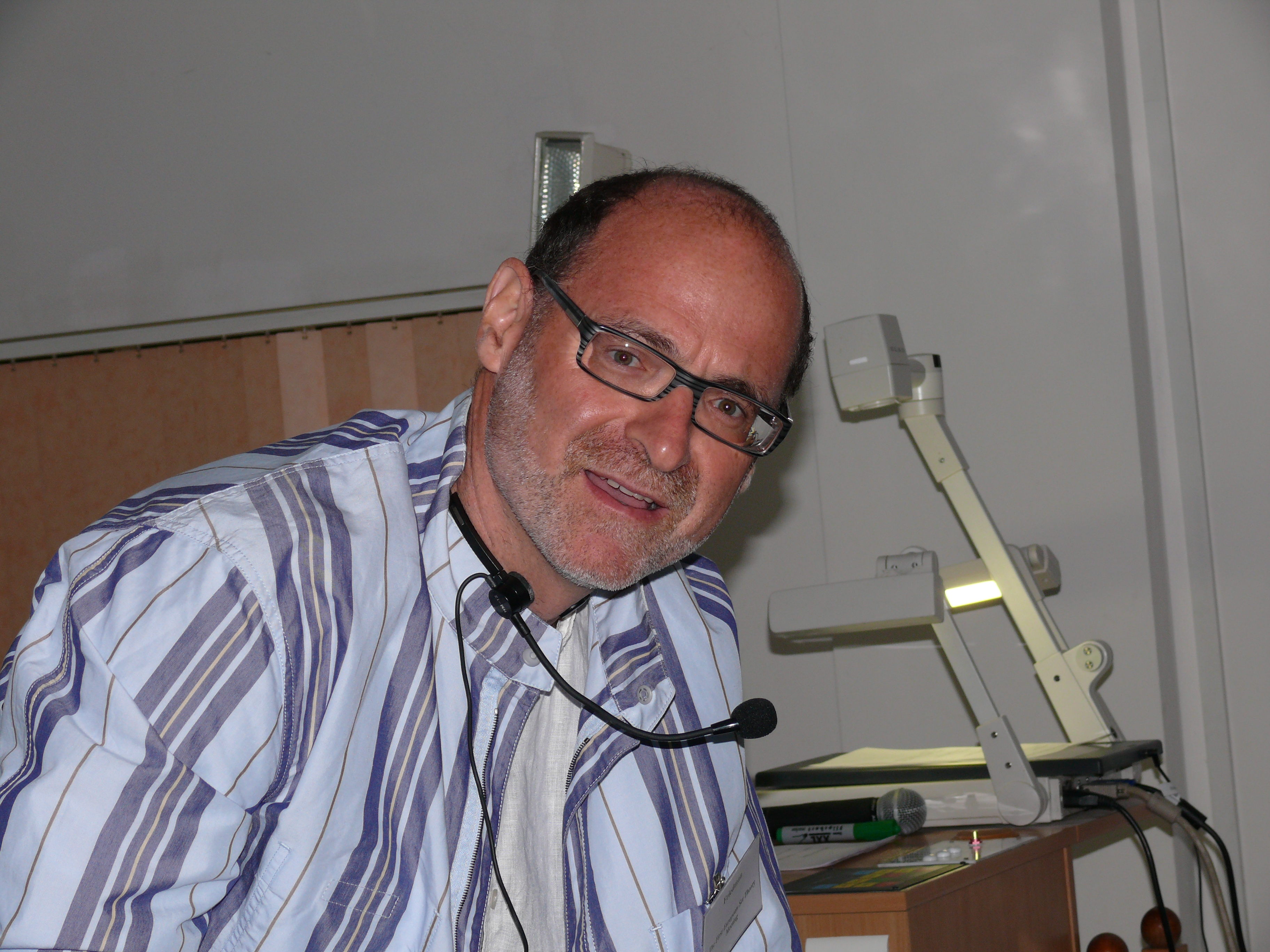
Sy David Friedman im Juli 2007

Sy David Friedman (* 23. Mai 1953 in Chicago) ist ein US-amerikanischer Mathematiker, der sich mit mathematischer Logik und der Mengenlehre beschäftigt.
Friedman studierte an der Northwestern University und ab 1970 am Massachusetts Institute of Technology (MIT), wo er 1976 bei Gerald E. Sacks promovierte (Recursion on Inadmissible Ordinals). Ab 1979 war er im Lehrkörper des MIT, ab 1990 mit einer vollen Professur. Seit 1999 ist er Professor für mathematische Logik an der Universität Wien und Direktor des dortigen Kurt Gödel Forschungszentrums für Mathematische Logik.
Er beschäftigt sich mit Rekursionstheorie, axiomatischer Mengenlehre (mit Verbindungen zur Modelltheorie), deskriptiver Mengenlehre.
Sy Friedman ist der Bruder des Mathematikers Harvey Friedman.

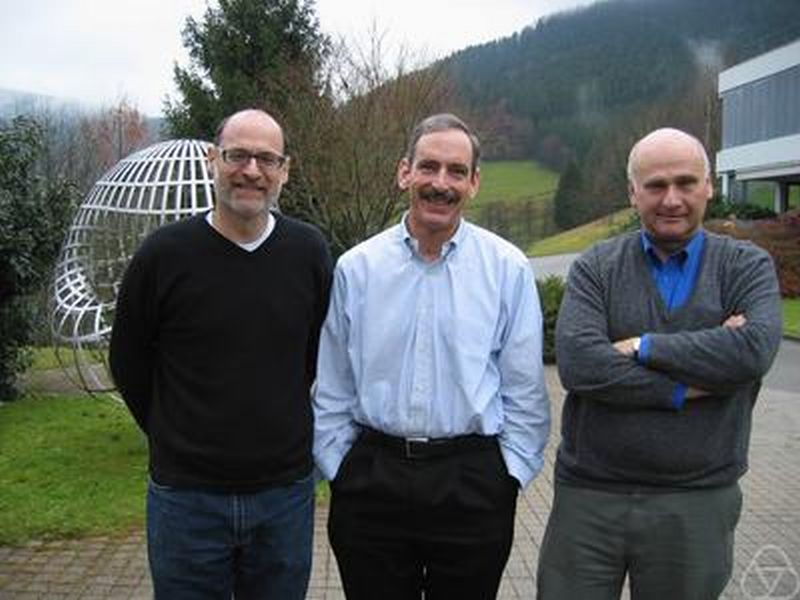
Friedman (links), Hugh Woodin, Menachem Magidor (rechts), Oberwolfach 2005

## Schriften
- Negative Solution to Post´s Problem II, Annals of Mathematics, Bd. 113, 1981, S. 25–43
- Fine structure and class forcing, de Gruyter 2000 (über Jensens Coding Methode)
- A guide to „Coding the Universe“ by Beller, Jensen, Welch, Journal of Symbolic Logic Bd. 50, 1985, S. 1002–1019
- Genericity and large cardinals, Journal of Symbolic Logic, Bd. 5, 2005, S. 149–166
- Internal consistency and the inner model hypothesis, Bull. Symbolic Logic, Bd. 12, 2006, S. 591–600
- Large Cardinals and L-like universes, Quaderni di Matematica, Bd. 17, 2007, S. 93–110